# XAMPP
XAMPP (/ˈzæmp/) — кроссплатформенная сборка локального веб-сервера, содержащая Apache, MariaDB, интерпретатор скриптов PHP, язык программирования Perl и большое количество дополнительных библиотек, позволяющих запустить полноценный веб-сервер.

## Этимология
XAMPP — это акроним:
- X (любая из четырёх операционных систем)
- Apache
- MariaDB
- PHP
- Perl.

## Пакеты XAMPP
Полный пакет содержит:
- Web-сервер Apache с поддержкой SSL
- СУБД MariaDB
- PHP
- Perl
- FTP-сервер FileZilla (нет в новых версиях)
- POP3/SMTP сервер
- утилиту phpMyAdmin.

XAMPP работает со всеми 32-х разрядными ОС Microsoft (98/2000/XP/2003/Vista/7), а также с Linux, Mac OS X и Solaris. Программа свободно распространяется согласно лицензии GNU General Public License и является бесплатным, удобным в работе web-сервером, способным обслуживать динамические страницы. Количество скачанных пакетов XAMPP в октябре 2008 г. — 775064 загрузок (33280 Гб).
На сегодняшний день xampp является одной из лучших сборок веб-сервера, с помощью этой сборки вы сможете быстро развернуть на своем компьютере полноценный и быстрый веб-сервер.

### XAMPP для Linux
Пакет для Linux протестирован на Ubuntu, SuSE, RedHat, Mandriva, Debian и включает: Apache, MySQL, PHP 5 + PHP 4 & PEAR, Perl, ProFTPD, phpMyAdmin, OpenSSL, GD, Freetype2, libjpeg, libpng, gdbm, zlib, expat, Sablotron, libxml, Ming, Webalizer, pdf class, ncurses, mod_perl, FreeTDS, gettext, mcrypt, mhash, eAccelerator, SQLite и IMAP C-Client, FPDF.
Изначально не запускается при каждом запуске системы его нужно запускать вручную, однако можно его приспособить к постоянному запуску при каждом старте системы.

### XAMPP для Mac OS X
Пакет для Mac OS X включает: Apache, MariaDB, PHP & PEAR + SQLite, Perl, ProFTPD, phpMyAdmin, OpenSSL, GD, Freetype2, libpng, gdbm, zlib, expat, Sablotron, libxml, Ming, Webalizer, pdf class, ncurses, mod_perl, FreeTDS, gettext, IMAP C-Client, OpenLDAP, mcrypt, mhash, cUrl, libxslt, libapreq, FPDF, ICU4C Library, APR, APR-utils.

### XAMPP для Solaris
Пакет для Solaris разработан и протестирован на Solaris 8, протестирован на Solaris 9 содержит: Apache, MySQL, PHP & PEAR, Perl, ProFTPD, phpMyAdmin, OpenSSL, Freetype2, libjpeg, libpng, zlib, expat, Ming, Webalizer, pdf class.
Данная версия XAMPP также находится на стадии разработки.

## Требования и особенности
Для установки XAMPP необходимо скачать всего один файл формата zip, tar или exe, а компоненты программы не требуют настройки. Программа регулярно обновляется, для включения в состав новейших версий Apache/MySQL/PHP и Perl. Также XAMPP идёт со множеством других модулей, включая OpenSSL и phpMyAdmin. Пользовательский интерфейс программы настолько прост, что её называют «сборкой для ленивых» («lazy man’s WAMP/LAMP installation»). Данный web-сервер распространяется в полной, стандартной и уменьшенной (известной как XAMPP Lite) версиях. Все дополнительные модули также доступны для скачивания. Кроме того, компания выпускает пакеты обновления в виде zip, 7-zip, tar или exe, которые позволяют обновить все компоненты с одной версии сборки XAMPP на более новую.

## Использование
Изначально XAMPP создавался как инструмент для разработчиков, позволяя веб-дизайнерам и программистам тестировать свою работу, не используя Интернет. Для упрощения работы некоторые возможности и настройки безопасности отключены по умолчанию, и в целом XAMPP рекомендуется к использованию только в очень дружественном окружении. Однако XAMPP иногда используется и во всемирной паутине. Также программа поддерживает создание и управление базами данных MySQL и SQLite.
XAMPP можно использовать для установки собственной копии Википедии на компьютер.